# Los Toppins
Los Toppins fue un microprograma de televisión chileno emitido por Megavisión entre 1994 y 1996. El programa consistía en sketches de sátira política en donde participaban marionetas que representaban a diversas personalidades políticas, deportivas y del espectáculo chileno, basado en el programa británico Spitting Image.
Los Toppins era dirigido por la fallecida periodista Patricia Guzmán (quien en ese entonces era directora de Noticias y Prensa de Megavisión), con guiones de Jorge Montealegre, y protagonizado por las marionetas creadas por el diseñador y creador del programa José Covacevic (1994-1995) y por el escultor Carlos Deichler (1996).[cita requerida]
El título del programa se debe a que aparecían los tops y los in, o sea, los personajes del momento de la actualidad nacional.[cita requerida]

## Personajes
Ninguno de los personajes retratados era llamado por su nombre real, sino que se utilizaban apodos; por ejemplo, al entonces presidente Eduardo Frei Ruiz-Tagle se le llamaba «Don Máximo», al entonces comandante en jefe del Ejército y exdictador Augusto Pinochet se le llamaba «Capitán Zorro» y al entonces ministro de Obras Públicas Ricardo Lagos se le llamaba «Casi-Casi», por haber perdido las primarias presidenciales de la Concertación de 1993.
Todos los personajes eran:
- Eduardo Frei Ruiz-Tagle («Don Máximo»)
- Patricio Aylwin («Don Tránsito»)
- Germán Gamonal («Don Informal»)
- Ricardo Lagos («Casi-Casi»)
- Joaquín Lavín («Don Pompín»)
- Marcela Osorio («Marilyn»)
- Augusto Pinochet («Capitán Zorro»)
- Mary Rose McGill y Delfina Guzmán («Julia María»)
- Iván Zamorano («Bang-Bang»)
- Bill Clinton («Billy»)
- Marcelo Ríos («Chinito»)
- Jorge Schaulsohn («Shapulzón»)
- Germán Correa («Chino Colea»)
- Cecilia Bolocco («Sexylia»)
- Carlos Menem («Che Carlitos»)